# Sérguiyev Posad
Sérguiyev Posad (en ruso: Се́ргиев Поса́д, siendo posad un asentamiento o campamento popular en la Rusia de los siglos X y XV, que entre 1930 y 1991 fue llamado Zagorsk) es una ciudad rusa, al nordeste de Moscú. Como parte del Anillo de Oro de Rusia posee un importante conjunto monumental, el monasterio de la Trinidad y de San Sergio (siglos XV-XVIII), declarado Patrimonio de la Humanidad por la UNESCO.

## Población
Según el censo del año 2022, cuenta con 206.676 habitantes.[cita requerida]

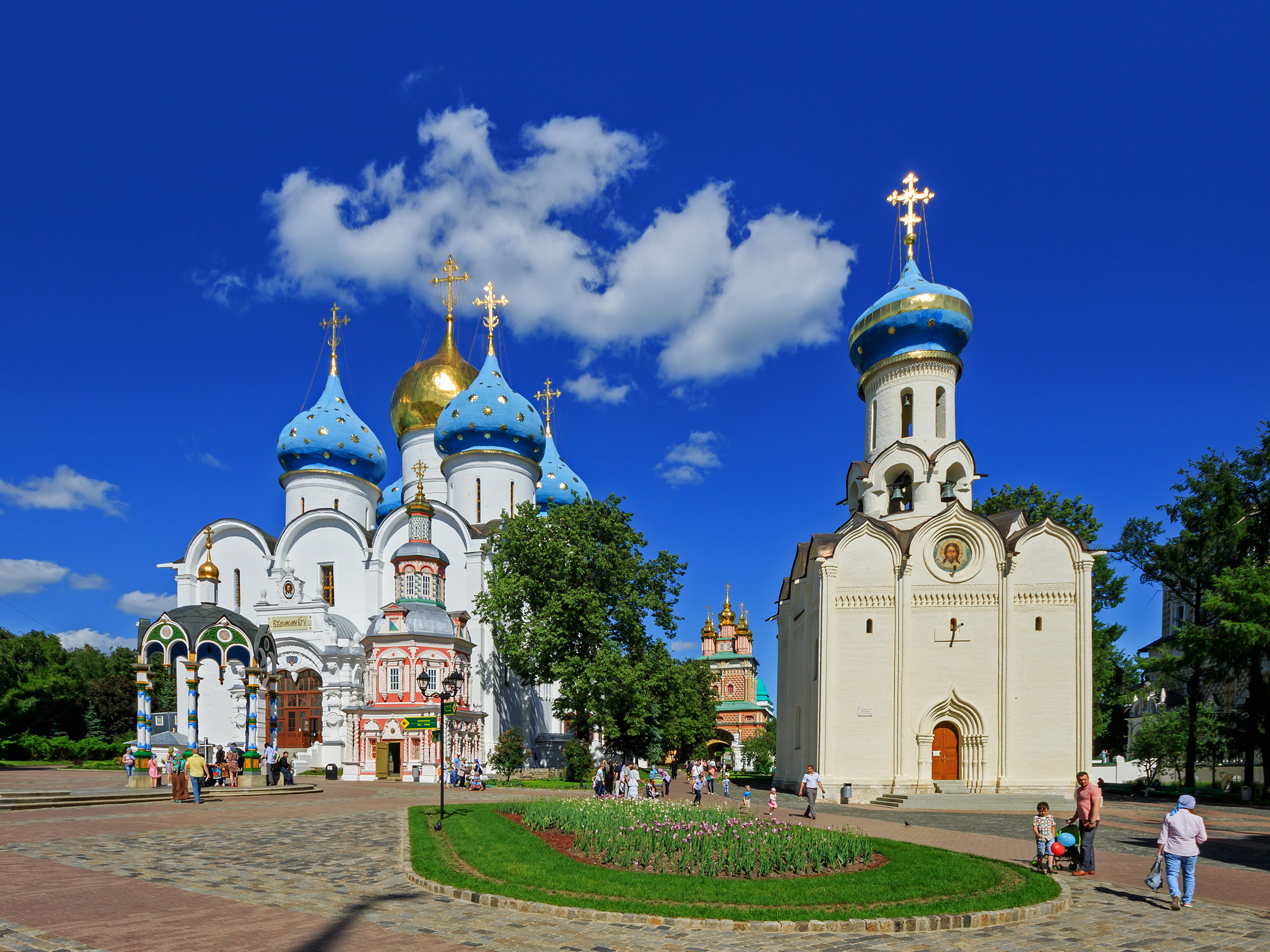
Monasterio de la Trinidad y de San Sergio en Sérguiyev Posad.

| 25.000 | 26.500 | 44.500 | 74.000 | 78.000 | 85.000 | 92.000 | 97.000 |

| 103.000 | 107.100 | 110.000 | 112.000 | 114.696 | 112.400 | 113.581 | 109.252 | 206.676 |

- Datos: Q193722
- Multimedia: Sergiyev Posad / Q193722
- Guía turística: Sérguiyev Posad